# Josep Valentín i Anton
Josep Valentín i Antón (Racó d'Ademús, 7 de novembre de 1941) és un sindicalista i polític català.

## Trajectòria
Es va establir amb la seva família el 1949. Ha fet estudis de Graduat Social, Sociologia (a l'Institut Catòlic d'Estudis Socials de Barcelona) i dret a la Universitat de Barcelona en 1974. Membre destacat de la UGT de Catalunya, en el XXX Congrés d'abril de 1976 en fou elegit secretari general de Formació Confederal, reelegit en el XXXI Congrés de maig de 1978. També ha estat secretari general de la Fundació Largo Caballero i membre del Comitè Federal del PSOE. També formà part de l'Assemblea de Catalunya com a membre de la Federació Catalana del PSOE amb Francisco Parras i Collado.
Fou elegit diputat per la província de Barcelona a les eleccions generals espanyoles de 1979 i fou vocal de les Comissions d'Economia i Comerç i de Treball. El 16 de febrer de 1982 fou escollit secretari general de la UGT de Catalunya en substitució de Luis Fuertes Fuertes, i ocupà el càrrec fins al 1983, quan fou substituït per Justo Domínguez de la Fuente. Després d'ocupar una conselleria laboral a l'ambaixada dels Països Baixos, el 1995 fou enviat a treballar a l'ambaixada de Santiago de Xile. En 1997 va passar a l'Ambaixada d'Espanya a Brasil fins al 2001 que s'incorpora a l'Equip de l'Observatori Ocupacional de l'INEM de Barcelona per tal d'analitzar el procés de recuperació laboral.